# Michael Biehn
Michael Connell Biehn (Anniston, 31 luglio 1956) è un attore statunitense noto principalmente per i suoi ruoli nei film diretti da James Cameron negli anni ottanta: Kyle Reese in Terminator (1984), Dwayne Hicks in Aliens - Scontro finale (1986) e Hiram Coffey in The Abyss (1989).

## Biografia
Figlio di Marcia Connell e Don Biehn, un avvocato, cresce a Lincoln, in Nebraska, insieme a due fratelli, Jonathon e Steven, e una sorella, Brooks Ann. Frequenta la scuola di Lake Havasu City, in Arizona, ed è membro del club teatrale dell'istituto. Frequenta poi il programma teatrale della University of Arizona prima di trasferirsi a Hollywood.
Dopo una fugace apparizione nel musical Grease - Brillantina (1978), Biehn recita in A tutto gas (1980), Un'ombra nel buio (1981) e in Cavalli di razza (1983), per poi arrivare al grande successo con Terminator (1984) di James Cameron, film in cui interpreta Kyle Reese; il ruolo, inizialmente destinato ad Arnold Schwarzenegger, lo rende partecipe dello strepitoso successo del film e Biehn diventa uno degli attori emergenti del momento.
Il sodalizio con Cameron procede quando viene chiamato ad interpretare il ruolo del caporale Hicks in Aliens - Scontro finale (1986). Dopo aver recitato ne La settima profezia (1988), insieme a Demi Moore, Biehn è parte del cast di The Abyss (1989), l'ultima sua collaborazione con Cameron, dove interpreta il ruolo di antagonista. Da allora Biehn limita la sua presenza nei grandi schermi, ricoprendo ruoli spesso secondari, ad esempio nel western Tombstone (1993) con Kurt Russell e Val Kilmer, in L'arte della guerra (2000) con Wesley Snipes, in 2012 - L'avvento del male (2001) con R. Lee Ermey, in Grindhouse (2007) di Quentin Tarantino, o The Divide con courtney B. Vance. Ha preso parte anche alle serie Asteroid (1997), Adventure Inc. (2002) e Hawaii (2004).

### Vita privata
Biehn si è sposato tre volte: prima con l'attrice Carlene Olsen (1980-1987) da cui ha avuto due figli gemelli, Devon e Taylor (1984), poi con la produttrice Gina Marsh (1988-2008) da cui ha avuto altri due figli, Caelan Michael (1992) e Alexander (2003); dal 2009 è sposato con l'attrice Jennifer Blanc, da cui ha avuto un altro figlio, Dashiell King (2015).

## Filmografia parziale

### Attore

#### Cinema
- Grease - Brillantina, regia di Randal Kleiser (1978) (non accreditato)
- A tutto gas (Hog Wild), regia di Les Rose (1980)
- Un'ombra nel buio (The Fan), regia di Edward Bianchi (1981)
- Cavalli di razza (The Lords of Discipline), regia di Franc Roddam (1983)
- Terminator (The Terminator), regia di James Cameron (1984)
- Aliens - Scontro finale (Aliens), regia di James Cameron (1986)
- Assassino senza colpa? (Rampage), regia di William Friedkin (1987)
- La settima profezia (The Seventh Sign), regia di Carl Schultz (1988)
- La luna spezzata (In a Shallow Grave), regia di Kenneth Bowser (1988)
- The Abyss, regia di James Cameron (1989)
- Navy Seals - Pagati per morire (Navy Seals), regia di Lewis Teague (1990)
- Colpo doppio (Timebomb), regia di Avi Nesher (1991)
- K2 - L'ultima sfida (K2), regia di Franc Roddam (1991)
- L'ultimo inganno (Deadfall), regia di Christopher Coppola (1993)
- Tombstone, regia di George Pan Cosmatos (1993)
- In the Kingdom of the Blind (In the Kingdom of the Blind), regia di Nick Vallelonga (1995)
- Jade, regia di William Friedkin (1995)
- Transazione pericolosa (Crash), regia di Charles Wilkinson (1995)
- The Rock, regia di Michael Bay (1996)
- Desert Moon (Mojave Moon), regia di Kevin Dowling (1996)
- Una sporca missione (a.n.c. Armate per uccidere) (Dead Men Can't Dance), regia di Stephen Milburn Anderson e Hubert C. de la Bouillerie (1997)
- Il rodeo (The Ride), regia di Michael O. Sajbel (1997)
- L'ombra del dragone (American Dragons), regia di Ralph Hemecker (1998)
- Delitto imperfetto (Susan's Plan), regia di John Landis (1998)
- Cherry Falls - Il paese del male (Cherry Falls), regia di Geoffrey Wright (2000)
- L'arte della guerra (The Art of War), regia di Christian Duguay (2000)
- 2012 - L'avvento del male (Megiddo: The Omega Code 2), regia di Brian Trenchard-Smith (2001)
- Clockstoppers, regia di Jonathan Frakes (2002)
- Dragon Squad (Mang Lung), regia di Daniel Lee (2005)
- Havoc - Fuori controllo (Havoc), regia di Barbara Kopple (2005)
- Grindhouse - Planet Terror (Planet Terror), regia di Robert Rodriguez (2007)
- Stiletto, regia di Nick Vallelonga (2008)
- Saving Grace B. Jones, regia di Connie Stevens (2009)
- Streets of Blood, regia di Charles Winkler (2009)
- The Blood Bond, regia di Michael Biehn (e Anthony Szeto) (2010)
- Psych:9, regia di Andrew Shortell (2010)
- Bereavement, regia di Stevan Mena (2010)
- Take Me Home Tonight, regia di Michael Dowse (2011)
- Puncture, regia di Adam Kassen e Mark Kassen (2011)
- The Divide, regia di Xavier Gens (2011)
- The Victim, regia di Michael Biehn (2011)
- Yellow Rock, regia di Nick Vallelonga (2011)
- Jacob, regia di Larry Wade Carrell (2012)
- Sushi Girl, regia di Kern Saxton (2012)
- Treachery, regia di Travis Romero (2013)
- The Night Visitor, regia di Jennifer Blanc-Biehn (2013)
- Tapped Out, regia di Allan Ungar (2014)
- The Girl (a.n.c. Psychopath), regia di Jennifer Blanc-Biehn (2014)
- Hidden in the Woods, regia di Patricio Valldares (2014)
- Il Re Scorpione 4 - La conquista del potere (The Scorpion King 4: Quest for Power), regia di Mike Elliott (2015)
- The Night Visitor 2: Heather's Story, regia di Brianne Davis (2016)
- She Rises, regia di Larry Wade Carrell (2016)
- La fuga dell'assassino (The Shadow Effect), regia di Obin Olson e Amariah Olson (2017)
- Red Handed, regia di Frank Peluso (2019)

#### Televisione
- China Rose, regia di Robert Day – film TV (1983)
- Attrazioni omicide (Deadly Intentions) – miniserie TV (1985)
- Il sapore dell'omicidio (A Taste for Killing), regia di Lou Antonio – film TV (1992)
- Armati di pistola (Strapped), regia di Forest Whitaker – film TV (1993)
- Gli immortali (Deep Red), regia di Craig R. Baxley – film TV (1994)
- Il sangue del cacciatore (Blood of the Hunter), regia di Gilles Carle – film TV (1995)
- Un enigma per Rose (Conundrum), regia di Douglas Barr – film TV (1996)
- Asteroid, regia di Bradford May – film TV (1997)
- I magnifici sette (The Magnificent Seven) – serie TV, 22 episodi (1998-2000)
- Un lupo per amico (Silver Wolf), regia di Peter Svatek – film TV (1999)
- Rischio mortale (Chain of Command), regia di John Terlesky – film TV (2000)
- Adventure Inc. – serie TV, 22 episodi (2002-2003)
- Borderline - Ossessione d'amore (Borderline), regia di Evelyn Purcell – film TV (2002)
- Hawaii – serie TV, 7 episodi (2004)
- The Race - Corsa mortale (Curfew) – serie TV, episodio 1x02 (2019)
- The Mandalorian – serie TV, episodio 2x05 (2020)
- The Walking Dead – serie TV, episodio 11x13 (2022)

### Doppiatore
- Command & Conquer: Tiberian Sun – videogioco (1999)
- Far Cry 3: Blood Dragon – videogioco (2013)
- Predator: Killer dei Killer (Predator: Killer of Killers), regia di Dan Trachtenberg e Joshua Wassung (2025)

### Regista
- The Blood Bond, co-regia di Antony Szeto (2010)
- The Victim (2011)

### Sceneggiatore
- The Blood Bond, regia di Antony Szeto e Michael Biehn (2010)
- The Victim, regia di Michael Biehn (2011)

## Doppiatori italiani
Nelle versioni in italiano delle opere in cui ha recitato, Michael Biehn è stato doppiato da:
- Francesco Prando in Assassino senza colpa?, L'arte della guerra, Grindhouse - Planet Terror
- Roberto Chevalier in Navy Seals - Pagati per morire, I magnifici sette, Clockstoppers
- Nino Prester in Tombstone, Borderline - Ossessione d'amore, Il Re Scorpione 4 - La conquista del potere
- Fabrizio Temperini in Asteroid, Adventure Inc., Law & Order: Organized Crime
- Sandro Acerbo in L'ultimo inganno, Cherry Falls - Il paese del male
- Massimo Lodolo in Rischio mortale, Dragon Squad
- Guido Sagliocca in Terminator
- Renato Cortesi in Aliens - Scontro finale
- Massimo Giuliani in La settima profezia
- Saverio Moriones in The Abyss
- Claudio Capone in Colpo doppio
- Francesco Pannofino in K2 - L'ultima sfida
- Vittorio Guerrieri in Transazione pericolosa
- Edoardo Siravo in Jade
- Angelo Maggi in The Rock
- Maurizio Reti in Desert Moon
- Pasquale Anselmo in Un enigma per Rose
- Roberto Draghetti in Delitto imperfetto
- Felice Invernici in 2012 - L'avvento del male
- Giorgio Bonino in Havoc - Fuori controllo
- Oliviero Corbetta in Law & Order: Criminal Intent
- Gianni Giuliano in Criminal Minds
- Saverio Indrio in Take Me Home Tonight
- Gianni Gaude in The Divide
- Alberto Bognanni ne La fuga dell'assassino
- Stefano Thermes in The Race - Corsa mortale
- Guido Di Naccio in The Mandalorian
- Ambrogio Colombo in The Walking Dead

Da doppiatore è stato sostituito da:
- Francesco Prando in Predator: Killer dei Killer